# Carolin Golubytskyi
Carolin Wutz coniugata Golubytskyi (Bad Mergentheim, 19 dicembre 1985) è una schermitrice tedesca, vincitrice di una medaglia di bronzo ai campionati mondiali di scherma.
È la moglie dell'ex schermidore ucraino Sergej Golubickij.

## Palmarès
In carriera ha conseguito i seguenti risultati:
- Mondiali di scherma

Adalia 2009: bronzo nel fioretto a squadre.
Budapest 2013: argento nel fioretto individuale.
- Europei di scherma

Lipsia 2010: argento nel fioretto a squadre.
Sheffield 2011: bronzo nel fioretto a squadre.
Toruń 2016: bronzo nel fioretto individuale.
Tbilisi 2017: bronzo nel fioretto a squadre.